# Schenectady County
Schenectady County [skəˈnɛktədi ˈkaʊnti] ist ein County im Bundesstaat New York der Vereinigten Staaten. Bei der Volkszählung im Jahr 2020 hatte Schenectady County 158.061 Einwohner und eine Bevölkerungsdichte von 298,4 Einwohnern pro Quadratkilometer. Der Verwaltungssitz (County Seat) ist Schenectady.

## Geographie
Schenectady County liegt wenige Kilometer westlich der Einmündung des Mohawk River in den Hudson River mit Landflächen beiderseits des Mohawk Rivers. Weitere nennenswerte Flüsse sind der Schoharie Creek und der Norman Kil, die Zuflüsse zum Mohawk River sind. Weitere kleinere Zuflüsse aus den umliegenden Hügeln fallen im Sommer oft trocken. Die Oberfläche ist weitgehend flach bis hügelig, mit Erhebungen bis zu etwa 100 Metern. Das County hat eine Fläche von 542,3 Quadratkilometern, wovon 12,6 Quadratkilometer Wasserfläche sind.

### Umliegende Gebiete
| Montgomery County | Montgomery County Saratoga County | Saratoga County |
| Montgomery County |                                   | Saratoga County |
| Schoharie County  | Schoharie County Albany County    | Albany County   |

## Geschichte

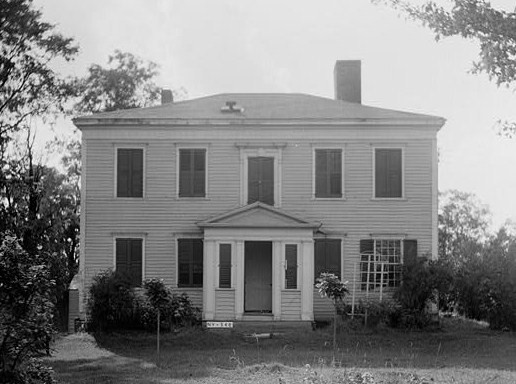
Das vom NRHP als historisch gelistete North Mansion and Tenant House, im Schenectady County

Vor der Ankunft europäischer Siedler war das Gebiet des Schenectady County Teil des Siedlungsgebietes der Mohawks. Durch den Kauf der Ebene westlich des Fort Orange, in der heute insbesondere die Stadt Schenectady steht, der mit Abgesandten der Mohawks im Juli 1661 vereinbart wurde, kam ab dem Frühjahr 1662 eine erste Besiedlung durch holländische Kolonisten zustande. Das Siedlungsgebiet der Kolonisten erweiterte sich entlang der Flussläufe des Hudson River nach Norden und entlang des Mohawk River nach Westen in die Hauptsiedlungsgebiete der Mohawks hinein. Dies löste, zusammen mit den militärischen Aktionen der Franzosen aus dem Norden, dem heutigen Kanada, und der Engländer im Süden, Überfälle der Mohawks aus. Im Winter 1679/80 kam es zu massiven Zerstörungen von Siedlungen im Tal des Mohawk, die von Westen nach Osten weiter vorstießen und dabei auch zwei der drei Forts der britischen Soldaten zerstörten. In der Nacht vom 8. Auf den 9. Februar 1680 wurde auch die Hauptsiedlung des heutigen Countys mit ca. 80 Häusern fast vollständig niedergebrannt. Es gab 36 Todesopfer unter den Siedlern, 27 Personen wurden ins heutige Kanada verschleppt. Überlebende flüchteten in die nächstgelegene Siedlung Albany.
Trotz der militärisch ungefestigten Lage – ein letzter großer Indianerüberfall wird erst für 1748 berichtet – wurde das Gebiet bereits politisch verwaltet. Ab 1729 bis zum Ende des Unabhängigkeitskrieges stellte das heutige Schenectady County einen Abgeordneten für die Generalversammlung New Yorks. Am 23. Oktober 1765 wurde das Gebiet zum eigenständigen Borough erklärt.
Während des Unabhängigkeitskrieges war das nahe Albany ein vorgeschobenes Zentrum der britischen Truppen. Schenectadys Hauptsiedlung, das heutige Schenectady City, wurde stark befestigt und diente als Anlaufpunkt für Siedler und Soldaten, die während der Kämpfe aus den Siedlungen im Mohawk-Tal vertrieben wurden. Als sich 1779 die amerikanischen Revolutionäre durchgesetzt hatten dienten dieselben Befestigungen zum Schutz der durch Briten und Mohawks vertriebenen Stämme der Oneida und Tuscerora; offenbar war ein friedliches Zusammenleben zwischen Kolonisten und vertriebenen Ureinwohnern möglich: Die überlieferten Berichte weisen keine wesentlichen Streitigkeiten aus.
Mit der Abtrennung des Schenectady Countys von Albany County am 7. März 1809 wurde das Gebiet verwaltungstechnisch unabhängig. Mit dem Bau des Eriekanals parallel zur Mohawk River und der Eröffnung in Teilstrecken zwischen 1819 und 1825 wurde Schenectady zu einem wichtigen Handels- und Umschlagszentrum. Insbesondere die Eröffnung der Bahnlinie zwischen dem Wirtschaftszentrum Albany und dem Eriekanal im Jahr 1831 sowie dem Neubau weiterer Bahnstrecken zu Wirtschaftszentren der Umgebung zwischen 1832 und 1864 führten zu einer starken Aufwertung der Stadt Schenectady und der Umgebung: Der Transport von Waren auf dem Schienenweg beschleunigte die Abläufe erheblich, weil der Kanal auf dem Abschnitt bis Troy eine Vielzahl von Schleusen und Umfahrungen von Stromschnellen aufwies. Günstiger wurde der Transport allerdings nicht, weil die Transporte parallel zum Kanal genau mit den Abgaben an den Kanalbetreiber belastet wurden als wenn sie per Schiff transportiert worden wären. Erst 1851 wurde dieses Privileg der Kanalbesitzer per Beschluss des New Yorker Parlamentes aufgehoben.
Ab etwa 1850 kam es zu einer Einwanderungswelle irischer Emigranten in das Gebiet von Schenectady, die vor der dort zwischen 1845 und 1852 grassierenden Hungersnot flohen.
Während des Bürgerkrieges stellt Schenectady County zwischen 1861 und 1864 Infanteristen im 13., 18., 138. und 144. Infanterieregiment der NY Volunteers sowie Kavalleristen im 18., 91. Und 192. Infanterieregiment; Von Kämpfen blieb das Countys aber verschont.

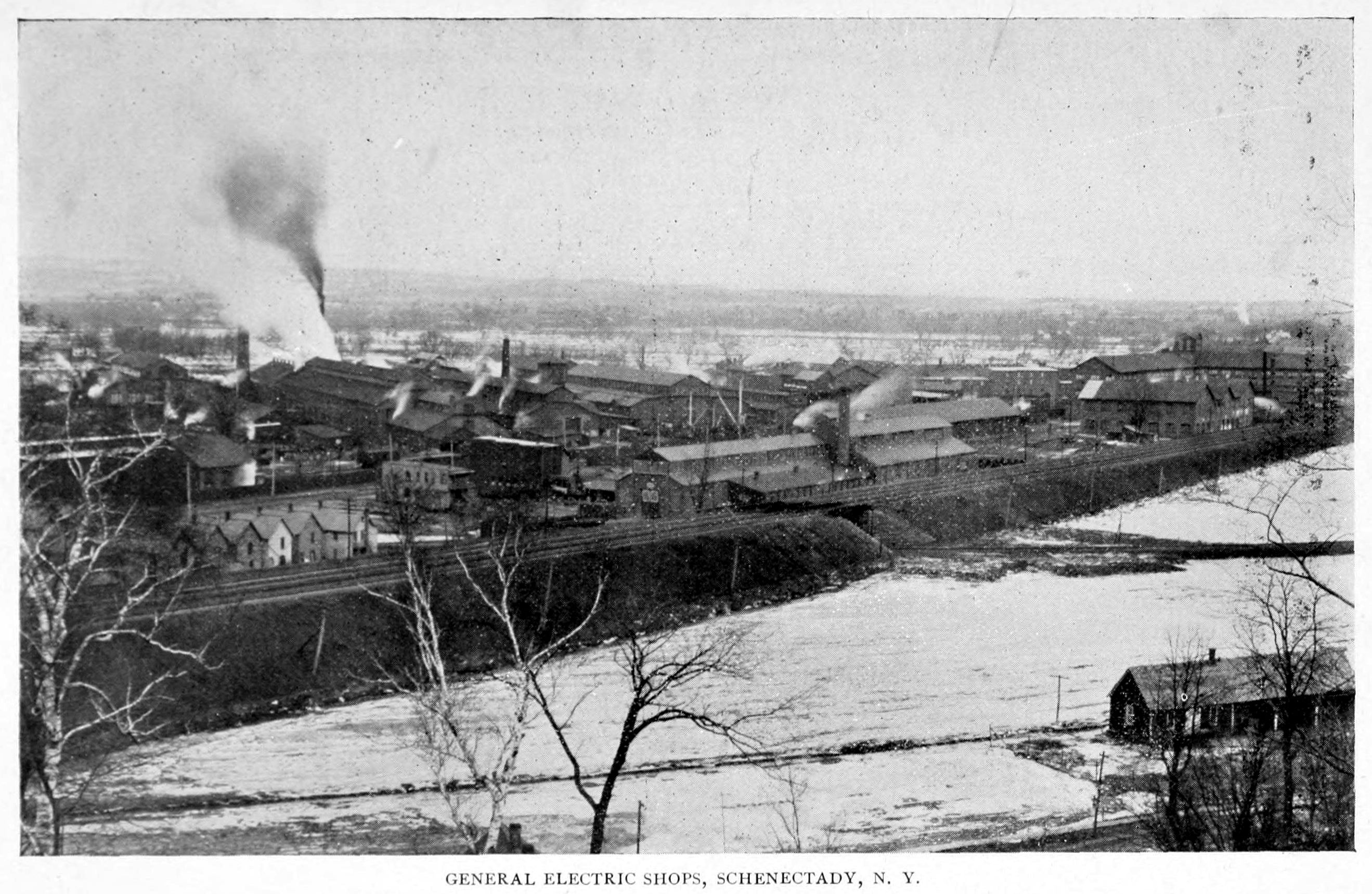
Werksgelände von General Electric in Schenectady

Das Jahr 1886 brachte die Errichtung eines großen Dynamo- und Elektromotorenwerkes, des Edison Machine Works (einer Aussiedlung aus New York City, das für den Betrieb zu eng wurde). Das Werk wurde ab 1889 Teil von Edison General Electrics und nach der Fusion mit einem weiteren Großbetrieb 1892 von General Electric. Schenectady City wurde zum Hauptsitz von General Electric. Der wirtschaftliche Erfolg des Werkes führt zu einer starken Steigerung der Bevölkerungszahlen in den nächsten Jahrzehnten.
Die wirtschaftlichen Probleme der 1930er Jahre und des Zweiten Weltkrieges berührten das County kaum; der wirtschaftliche Erfolg der ansässigen Werke sowie des nahen Industriezentrums Albany bewirkten einen starken Zuzug von Arbeitskräften und einer starken Diversifizierung von Zulieferbetrieben. 1974 wurde die Verwaltungszentrale General Electrics nach Fairfield (Connecticut) verlegt; das Werk blieb aber erhalten. Dadurch blieb dem Ort ein wirtschaftlicher Zusammenbruch erspart; bis heute ist GE der wichtigste Arbeitgeber der Umgebung und Zentrum einer vielfältigen Zulieferindustrie.

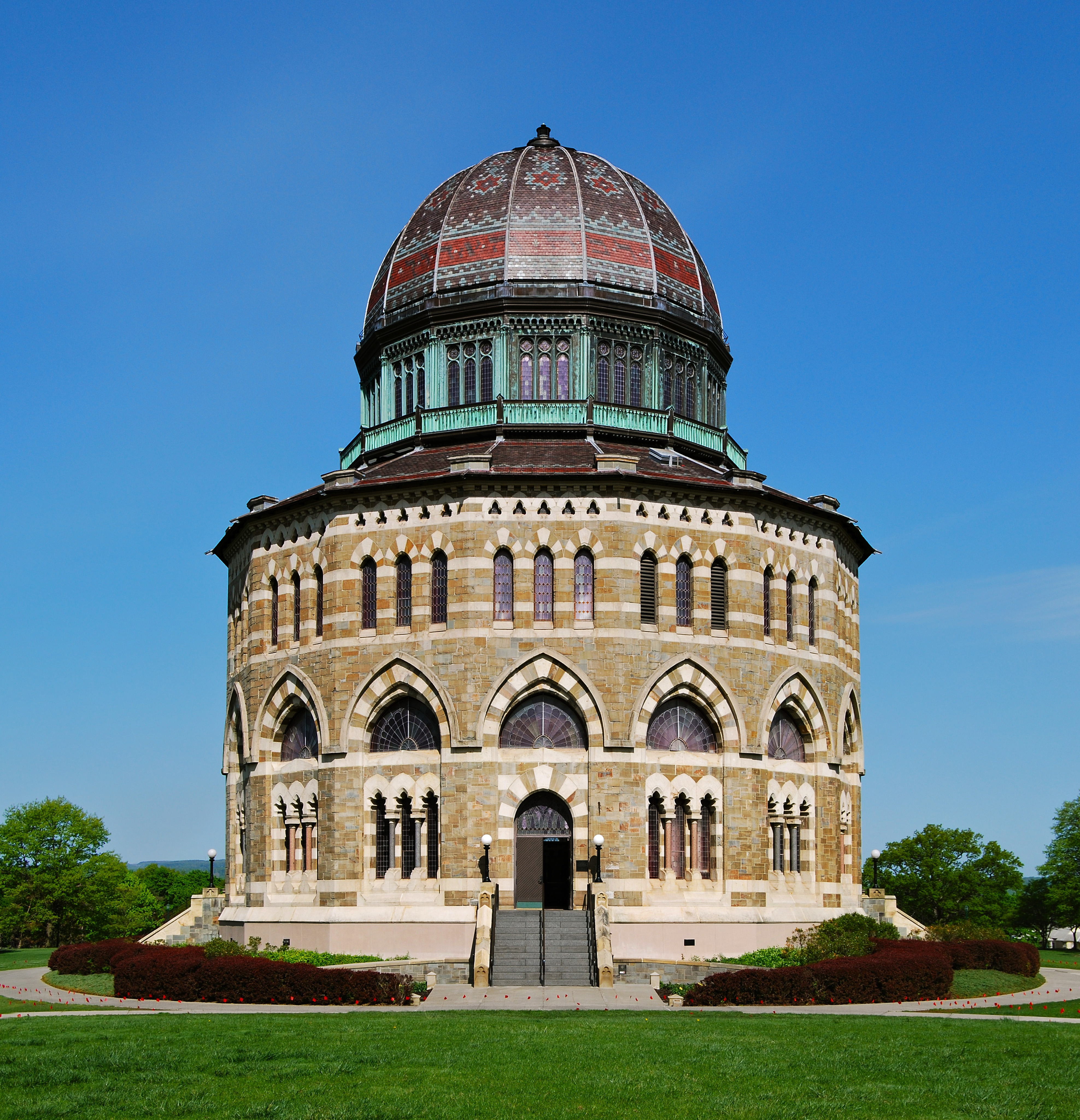
Die Nott Memorial Hall (2009)

Vier Orte haben den Status einer National Historic Landmark, der New York State Barge Canal, das General Electric Research Laboratory, das Irving Langmuir House und die Nott Memorial Hall. 70 Bauwerke und Stätten des Countys sind insgesamt im National Register of Historic Places eingetragen (Stand 21. Februar 2018).

### Einwohnerentwicklung
| Jahr      | 1800    | 1810    | 1820    | 1830    | 1840    | 1850    | 1860    | 1870    | 1880    | 1890    |
| --------- | ------- | ------- | ------- | ------- | ------- | ------- | ------- | ------- | ------- | ------- |
| Einwohner | –       | 10.201  | 13.081  | 12.347  | 17.387  | 20.054  | 20.002  | 21.347  | 23.538  | 29.797  |
| Jahr      | 1900    | 1910    | 1920    | 1930    | 1940    | 1950    | 1960    | 1970    | 1980    | 1990    |
| Einwohner | 46.852  | 88.235  | 109.363 | 125.021 | 122.494 | 142.497 | 152.896 | 160.979 | 149.946 | 149.285 |
| Jahr      | 2000    | 2010    | 2020    | 2030    | 2040    | 2050    | 2060    | 2070    | 2080    | 2090    |
| Einwohner | 146.555 | 154.727 | 158.061 |         |         |         |         |         |         |         |

## Städte und Ortschaften
Zusätzlich zu den unten angeführten selbständigen Gemeinden gibt es im Schenectady County mehrere villages.
| Ortschaft   | Status | Einwohner (2010) | Gesamte Fläche [km²] | Landfläche [km²] | Bevölkerungsdichte [Einwohner / km²] | Gründung      | Besonderheit                                                                              |
| ----------- | ------ | ---------------- | -------------------- | ---------------- | ------------------------------------ | ------------- | ----------------------------------------------------------------------------------------- |
| Duanesburg  | town   | 6.122            | 186,6                | 183,3            | 33,4                                 | 13. März 1765 | Gründung durch Patent; Neugründung als town am 13. März 1765                              |
| Glenville   | town   | 29.480           | 131,3                | 127,4            | 231,4                                | 14. Apr. 1820 |                                                                                           |
| Niskayuna   | town   | 21.781           | 39,0                 | 36,7             | 593,5                                | 7. März 1809  |                                                                                           |
| Princetown  | town   | 2.115            | 62,7                 | 62,0             | 14,1                                 | 2. März 1798  |                                                                                           |
| Rotterdam   | town   | 29.094           | 94,4                 | 92,4             | 314,9                                | 14. Apr. 1820 |                                                                                           |
| Schenectady | city   | 66.135           | 28,4                 | 27,9             | 2370,4                               | 4. Nov. 1684  | Gründung durch Patent; zum borough ernannt am 23. Oktober 1798, zur city am 26. März 1798 |